# Hammondsport
Le village de Hammondsport est situé dans le comté de Steuben, dans l'État de New York, aux États-Unis. Sa population s’élevait à 661 habitants lors du recensement de 2010, estimée à 638 habitants en 2016.

## Histoire
Le village a été fondé par Lazarus Hammond c. 1827. Il a été incorporé en 1856. Hammondsport est devenu un centre pour l'industrie du vin dans l'État.

## Source
- (en) Cet article est partiellement ou en totalité issu de l’article de Wikipédia en anglais intitulé « Hammondsport, New York » (voir la liste des auteurs).